# Pasquale Navone

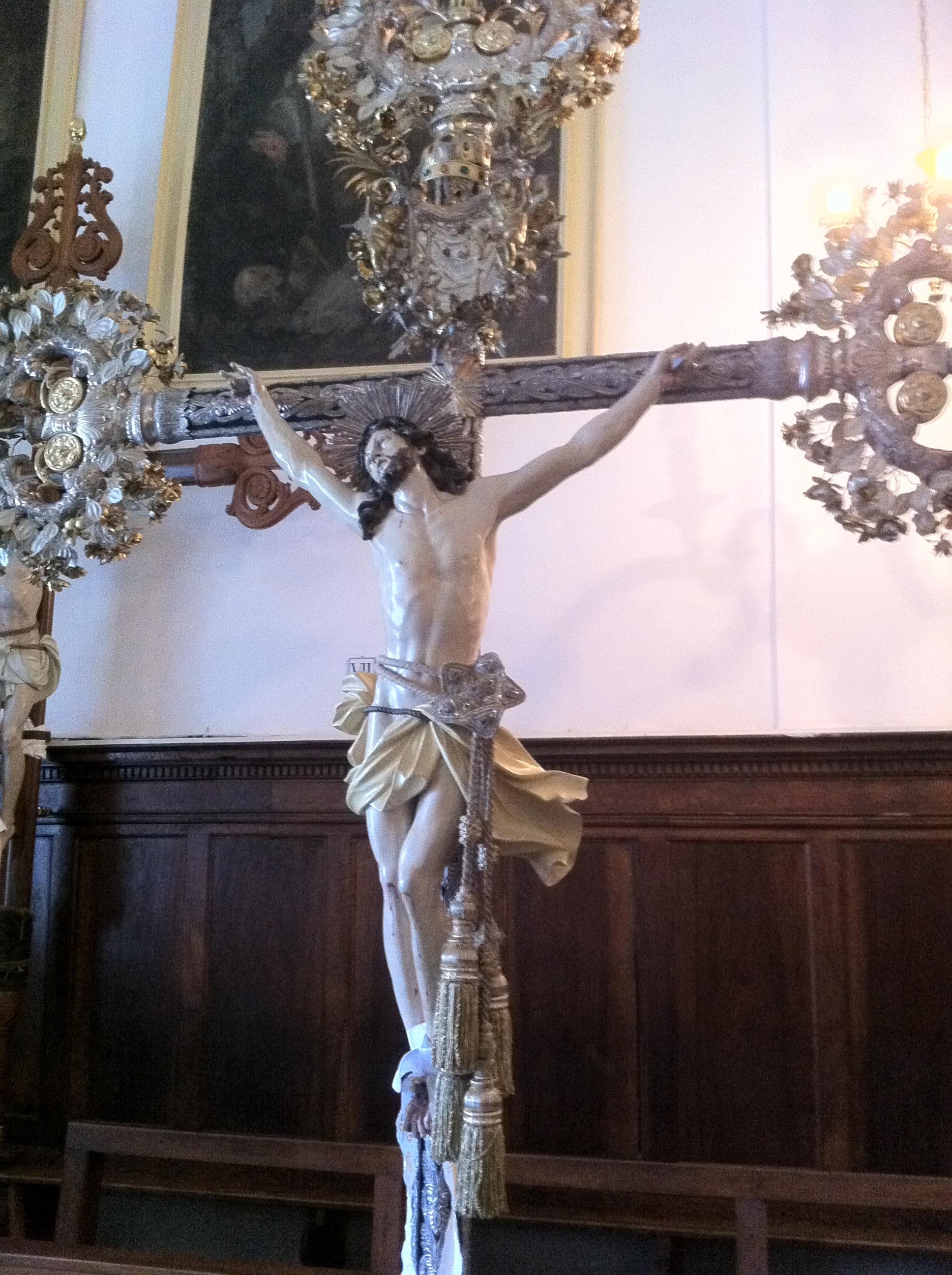
Crocifisso dell'oratorio di San Michele Arcangelo a Celle Ligure

Pasquale Navone (Genova, 5 gennaio 1746 – Genova, 11 ottobre 1791) è stato uno scultore italiano attivo soprattutto in Liguria, autore di una vasta produzione di sculture in legno a carattere religioso e devozionale.

## Biografia
Nacque a Genova nel sestiere di San Vincenzo, come risulta dal registro dei battesimi della scomparsa chiesa parrocchiale di San Vincenzo, oggi conservati nella chiesa della Consolazione; ebbe presumibilmente la sua formazione nella bottega di qualche scultore già allievo del Maragliano: per l'affinità stilistica si ipotizza Pietro Galleano.
Benché nato sette anni dopo la morte del Maragliano è stato spesso ritenuto erroneamente un suo allievo diretto e molte delle sue opere sono state attribuite allo stesso Maragliano, della cui scuola fu, almeno in un primo periodo, un fedele continuatore.
La sua prima opera nota, il crocifisso in legno policromo per l'oratorio di San Michele Arcangelo di Celle Ligure, risale al 1767. Nel 1779 vinse il primo premio in scultura dell'Accademia ligustica, con un bassorilievo in terracotta a soggetto mitologico, oggi perduto. Nel 1781 fu eletto accademico di merito della stessa accademia ligustica, presso la quale negli anni seguenti sostenne attivamente il linguaggio neoclassico contro le posizioni tardo-barocche di altri accademici.
In ambito accademico realizzò varie opere che ottennero un grande successo, ma nessuna di esse si è conservata fino ad oggi; tra queste un grande crocifisso in terracotta esposto nel 1785. Tuttavia mentre in ambiente accademico l'artista si faceva portavoce della nuova cultura neoclassica, la sua bottega continuava senza sosta la produzione di gruppi processionali in legno policromo, in continuità con la tradizione del Maragliano. In quello stesso periodo, ottenne riconoscimenti presso importanti istituzioni al di fuori della Liguria: fu nominato accademico presso l'Accademia Clementina di Bologna (1785), l'Accademia di belle arti di Parma e l'Accademia delle arti del disegno di Firenze (1787).
Nella sua attività era coadiuvato da numerosi collaboratori, tra i quali il fratello minore Giacomo, Giuseppe Anfosso e Carlo Castello. Quest'ultimo ricevette dagli eredi l'incarico di portare a termine le sculture del maestro rimaste incompiute al momento della sua morte.
Pasquale Navone morì l'11 ottobre 1791 a soli 45 anni e fu sepolto nella parrocchiale di S. Vincenzo.

## Opere

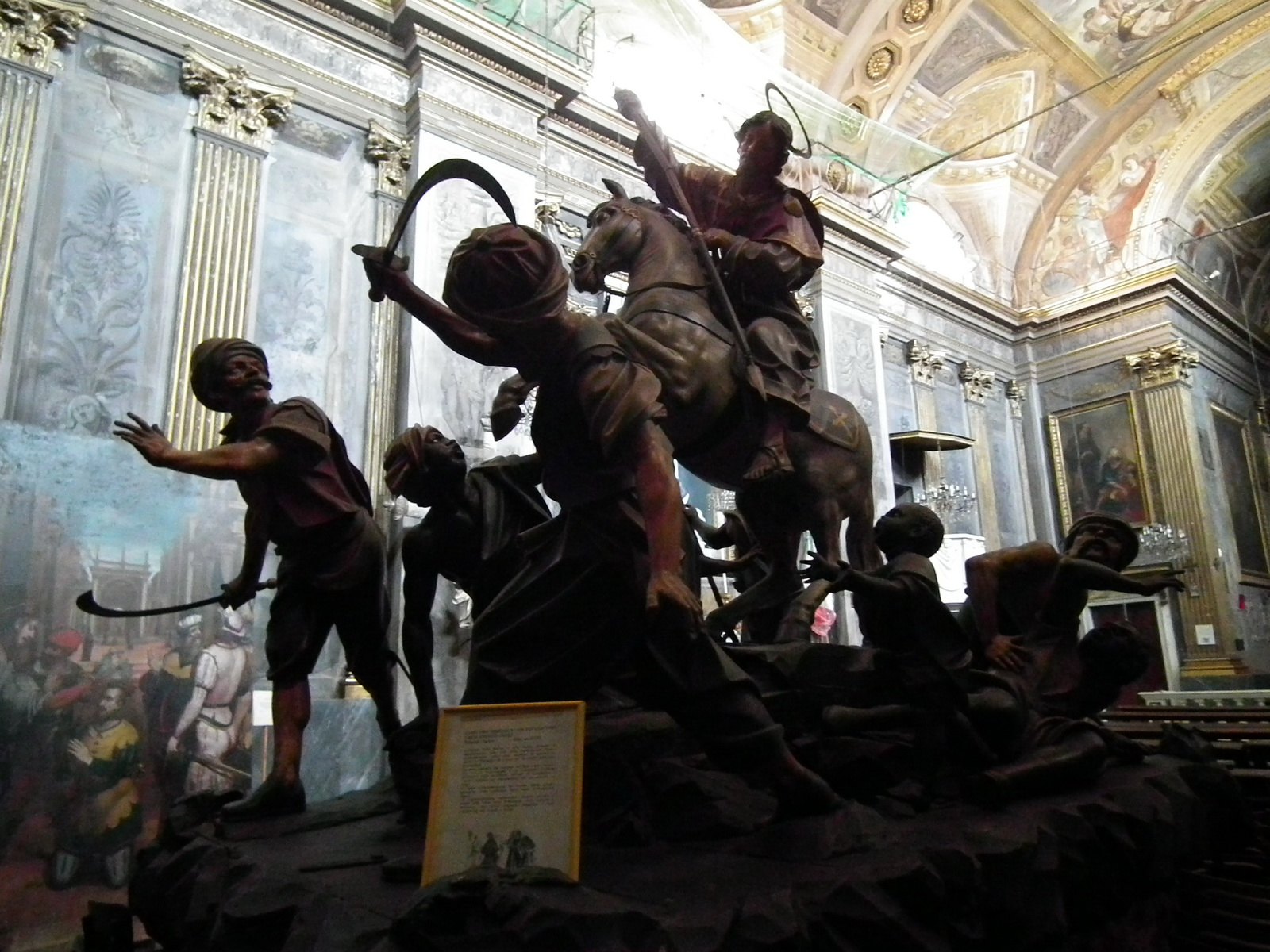
La cassa processionale con San Giacomo che sconfigge i Mori, oratorio di S. Antonio Abate, Genova

Vastissima la produzione della sua bottega, quasi totalmente opere in legno (statue, "casse" processionali, crocifissi, figure da presepe). Poco rimane della sua produzione di terrecotte artistiche, realizzate soprattutto in ambito accademico.
- Crocifisso dell'oratorio di S. Michele Arcangelo a Celle Ligure, del 1767[1][2][3]
- Assunta, chiesa di Nostra Signora degli Angeli, Voltri[1]
- "Cassa" processionale raffigurante S. Giacomo che sconfigge i Mori, realizzata nel 1770 per la Confraternita di S. Giacomo delle Fucine, oggi nell'oratorio di S. Antonio Abate, Genova[1][2]; realizzata in collaborazione con suoi discepoli, alla mano dell'artista è attribuita con certezza la figura di San Giacomo, ispirata ad un quadro seicentesco di Francesco Capurro conservato nella parrocchiale di Pontedecimo[4]
- "Cassa" processionale raffigurante la Sacra Famiglia, realizzata nel 1779 e conservata nell'Oratorio di San Giuseppe ad Albissola Marina
- Gruppo ligneo con S. Antonio di Padova che riceve Gesù Bambino dalla Madonna (1781), santuario di Sant'Antonio a Gaggiola, La Spezia. Eseguito per la chiesa genovese di S. Maria della Pace, quando alla fine dell'Ottocento la chiesa venne demolita per la realizzazione di via XX Settembre la statua rimase per decenni in un deposito e solo negli anni Ottanta fu restaurata e destinata al santuario spezzino[1][5]
- Madonna del Rosario (1785), chiesa parrocchiale di San Benedetto a Baselica, frazione di Borgo Val di Taro[1][6]
- Immacolata Concezione, chiesa di Nostra Signora della Concordia, Albissola Marina[1]
- Crocifisso della chiesa di San Michele Arcangelo 1787, Casarza Ligure[1]
- Annunciazione, abbazia di Santa Maria, Finalpia[1]
- Pietà, chiesa della Santissima Trinità, Sassello[2]
- San Nicolò con la Madonna e le anime purganti, chiesa di San Nicola da Tolentino, Genova[2]
- Madonna del Rosario, chiesa di Santa Maria di Castello, Genova[7]
- Madonna del Rosario, chiesa dei Santi Quirico e Giulitta, Genova-San Quirico[1]
- Madonna del Rosario, chiesa di Santa Margherita, Pallare, loc. Biestro[8]
- San Matteo, nella omonima chiesa di Borghetto Santo Spirito[1]
- Bassorilievo in terracotta, raffigurante il Trionfo dell'Amor divino sull'Amor profano (1784), Accademia di belle arti di Parma[1]
- Figure del tradizionale presepe genovese in legno intagliato del Navone e della sua scuola sono esposte nel museo Giannettino Luxoro di Nervi dove è conservata una collezione di grandi figure a manichino, articolate e rivestite con abiti in tessuto[9][10][11][12], nella galleria di Palazzo Rosso a Genova[13], nel museo dei Beni Culturali Cappuccini di Genova[11][12][14] e nell'oratorio del SS. Sacramento a San Bartolomeo di Staglieno[11].